# Naturaleza muerta (canción de Danza Invisible)
«Naturaleza muerta» es una canción del Grupo musical español Danza Invisible, incluida en su álbum de estudio Catalina.

## Descripción
Se trata del segundo sencillo del LP Catalina. Es una balada pop de ritmo rápido que culmina con un rap en el que se combinan las voces del solista de la banda, Javier Ojeda, con las del grupo Los Raperos del Sur.
Se editaron dos versiones del tema, una de ellas extendida con una mayor duración del rap final y que alcanza en total los 6:43 minutos.